# Gerard Bernacki

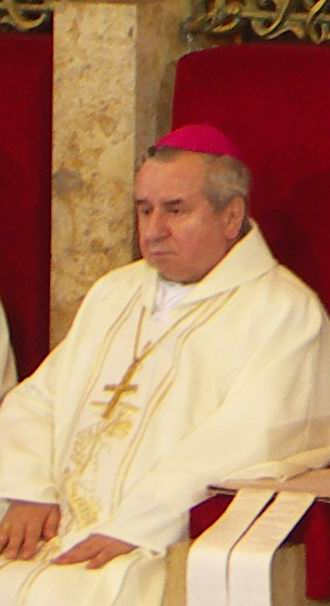
Gerard Bernacki 2006

Gerard Bernacki (* 3. November 1942 in Książenice; † 21. Dezember 2018 in Prudnik) war ein polnischer Geistlicher und römisch-katholischer Weihbischof in Katowice.

## Leben
Der Bischof von Katowice, Herbert Bednorz, weihte ihn am 4. Juni 1967 zum Priester des Bistums Katowice, wo er zunächst als Gemeindepfarrer und Vikar tätig war. Nach einem Studium an der Päpstlichen Universität Gregoriana wurde Bernacki 1979 zum Doctor theologiae promoviert.
Papst Johannes Paul II. ernannte ihn am 18. März 1988 zum Titularbischof von Oppidum Consilinum und Weihbischof in Katowice. Der Erzbischof von Krakau, Franciszek Kardinal Macharski, spendete ihm am 16. April desselben Jahres die Bischofsweihe; Mitkonsekratoren waren Damian Zimoń, Bischof von Katowice, und Alfons Nossol, Bischof von Oppeln. Als Wahlspruch wählte er Quodcumque dixerit vobis, facite (Joh 2,5 ).
Papst Benedikt XVI. nahm am 31. Januar 2012 seinen vorzeitigen Rücktritt an.